# Kaitlin Sandeno
Kaitlin Shea Sandeno (Mission Viejo, 13 marzo 1983) è una nuotatrice statunitense.
Specializzata nello stile libero, nella farfalla e nei misti ha vinto una medaglia d'oro, una d'argento e due di bronzo ai Giochi olimpici di Sydney 2000 e Atene 2004.

## Palmarès
- Olimpiadi

Sydney 2000: bronzo negli 800m sl.
Atene 2004: oro nella 4x200m sl, argento nei 400m misti e bronzo nei 400m sl.
- Mondiali

Fukuoka 2001: bronzo nei 200m farfalla e negli 800m sl.
Montreal 2005: oro nella 4x200m sl e bronzo nei 400m sl.
- Mondiali in vasca corta

Indianapolis 2004: oro nei 400m sl, nei 200m farfalla, nei 400m misti e nella 4x200m sl.
Shanghai 2006: argento nei 200m misti e bronzo nella 4x200m sl.
- Giochi panamericani

Winnipeg 1999: oro nei 400m sl e negli 800m sl.
- Universiadi

Bangkok 2007: oro nei 200m misti e nella 4x200m sl e argento nei 400m misti.